# Primož Gliha
Primož Gliha (Ljubljana, 8 oktober 1967) is een Sloveens voormalig betaald voetballer die speelde als aanvaller, onder meer voor Olimpija Ljubljana. Na zijn actieve loopbaan stapte hij het trainersvak in. Tussen 2015 en 2020 was hij bondscoach van Jong Slovenië.

## Interlandcarrière
Onder leiding van bondscoach Bojan Prašnikar maakte Gliha zijn debuut voor het Sloveens voetbalelftal op 3 juni 1992 in het oefenduel tegen Estland. Hij speelde in totaal 28 interlands in de periode 1992-1998, en scoorde tien keer voor zijn vaderland, waaronder drie keer in de WK-kwalificatiewedstrijd tegen buurland Kroatië, op 2 april 1997 in Split.
| Interlanddoelpunten | Interlanddoelpunten | Interlanddoelpunten | Interlanddoelpunten   | Interlanddoelpunten | Interlanddoelpunten | Interlanddoelpunten | Interlanddoelpunten |
| №                   | Datum               | Locatie             | Wedstrijd             | Goal(s)             | Score               | Uitslag             | Competitie          |
| ------------------- | ------------------- | ------------------- | --------------------- | ------------------- | ------------------- | ------------------- | ------------------- |
| 1                   | 8 februari 1994     | Ta' Qali            | Slovenië – Georgië    | 78'                 | 1 – 0               | 1 – 0               | Oefeninterland      |
| 2                   | 12 februari 1994    | Ta' Qali            | Malta – Slovenië      | 54'                 | 0 – 1               | 0 – 1               | Oefeninterland      |
| 3                   | 29 maart 1995       | Maribor             | Slovenië – Estland    | 52'                 | 2 – 0               | 3 – 0               | EK-kwalificatie     |
| 4                   | 7 juni 1995         | Vilnius             | Litouwen – Slovenië   | 82'                 | 2 – 1               | 2 – 1               | EK-kwalificatie     |
| 5                   | 15 november 1995    | Ljubljana           | Slovenië – Kroatië    | 36'                 | 1 – 0               | 1 – 2               | EK-kwalificatie     |
| 6                   | 11 februari 1996    | Ta' Qali            | Slovenië – Rusland    | 89'                 | 1 – 3               | 1 – 3               | Oefeninterland      |
| 7                   | 18 maart 1997       | Linz                | Oostenrijk – Slovenië | 73'                 | 0 – 1               | 0 – 2               | Oefeninterland      |
| 8                   | 2 april 1997        | Split               | Kroatië – Slovenië    | 44'                 | 2 – 1               | 3 – 3               | WK-kwalificatie     |
| 9                   | 2 april 1997        | Split               | Kroatië – Slovenië    | 64'                 | 3 – 2               | 3 – 3               | WK-kwalificatie     |
| 10                  | 2 april 1997        | Split               | Kroatië – Slovenië    | 66'                 | 3 – 3               | 3 – 3               | WK-kwalificatie     |